# Gozdna železnica Jelendol–Medvodje
Gozdna železnica Jelendol - Medvodje je bila prometna pot za prevoz lesa po dolini Tržiške Bistrice od zaselka
Medvodje do naselja Jelendol v občini Tržič.
Karl Born je leta 1901 v Jelendolu postavil električno žago, ki  je koristila elektriko iz domače male hidroelektrarne. Poleg žage je zgradil še obrat za izdelavo dog za sode. Obrati so potrebovali vse večje količine lesa, zato so se leta 1903 odločili, da zgradijo 5,5 km dolgo gozdno železnico. Železnica je bila grajena za tirno širino 60 cm. Tekla je po dolini Bistrice do Medvodja, kjer je bila glavna nakladalna postaja. Tja so iz gozdov izpod Košute in Stegovnika dovažali les s konji in ga nato z železnico prepeljali do žage v Puterhofu, kakor se je Jelendol imenoval do leta 1955. Proga ni imela večjih vzponov. Sledila je toku Bistrice in jo večkrat prečkala, zato je bilo na celotni dolžini deset manjših mostov.
Mostovi so bili leseni, vsak z dvema jeklenima I-profiloma, vgrajenima pod tirnicama. Podatki o vzponih in krivinah niso znani, vendar le-ti niso bili ostri, zato je železnica večinoma tekla naravnost. Zdaj po skoraj vsej trasi bivše proge poteka gozdna cesta.
Proga je bila grajena poceni in preprosto, vendar elektrificirana. Leseni pragovi niso bili impregnirani. Tirnice so bile standardne vrste težke 7 kg/m, in z žeblji pribite na pragove. Posebnega spodnjega ustroja proga ni imela, nadomeščal jo je kamnit teren, ki je bil dobra podlaga za progo.
Na progi je za vleko rabila le ena električna lokomotiva moči 15,6 KW, ki jo je poganjal enosmerni električni tok napetosti 550 V. Lokomotiva je bila dvoosna, vsako os je poganjal svoj elektromotor preko para zobnikov. Lokomotivo so zavirali ročno prek zavornjakov in električno z elektromotorji. Z lesom naložene tovorne vagončke pa so zavirali zavirači. Električni tok je lokomotiva prejemala iz voznega voda (bakrenih žic), ki je visel z izoliranih konzol na lesenih drogovih.
Med drugo svetovno vojno so partizani žago in ostala poslopja dvakrat požgali. Lokomotivo pa pri drugem požigu 14. maja 1944 minirali in hudo poškodovali.
Po vojni so potrebe po rezanem lesu zelo narasle, zato so se odločili, da bodo Bornove gozdove in gozdno železnico ponovno aktivirali. Iz opuščenega gradbišča predora, ki ga je nemška vojska pričela 1943 graditi pod Ljubeljem so v Jelendol pripeljali dizelsko lokomotivo. S težo treh ton je bila nova lokomotiva nadvse primerna za jelendolsko gozdno železnico in je popolnoma nadomestila prejšno električno lokomotivo.
Po letu 1950 se je pričel uveljavljati kamionski način transporta. Železnica je obratovala samo še občasno, dokler se ni 1953 dokončno ustavila. Progo so demontirali in jo večinoma, tako kot vagončke, prodali za staro železo, del tirnic pa uporabili za ograje mostov na razširjeni gozdni cesti. Tudi lokomotivo so prodali in je še nekaj let vozila na progi Mislinja - Komisija.